# 6er Blitz Ganghofer
De 6er Blitz Ganghofer is een zespersoons stoeltjeslift van Doppelmayr in het skigebied van de Ehrwalder Almbahnen, te Ehrwald, Tirol, Oostenrijk. De kabelbaan is in 1996 gebouwd door Doppelmayr in opdracht van de Zillertaler Gletscherbahnen. De kabelbaan was de eerste nieuwigheid voor het skigebied nadat het was overgenomen door de Zillertaler Gletscherbahnen in 1989.

## Prestaties
De kabelbaan is 1640 meter lang en ondervindt een hoogteverschil van 415 meter. Er kunnen 78 stoeltjes aan de kabel worden gekoppeld, ieder op een afstand van 45 meter van elkaar. De kabel gaat 5 meter per seconde. De totale capaciteit komt daarmee op 2400 personen per uur. De garage om de stoeltjes in op te slaan bevindt zich in het dalstation.